# 伊塔马里
伊塔马里（葡萄牙語：Itamari）是巴西巴伊亚州的一个市镇。总面积131.469平方公里，总人口7994人，人口密度60.8人/平方公里。